# 住友林業
住友林業（日语：／）是總部位於日本千代田區，經營林業、木材建材、住宅建造、不動產的企業，為住友集團的成員之一。

## 概要
住友林業起源於別子銅山改善公害所發展的植林事業。現為住友集團廣報委員會成員。
住友林業以木材為中心，事業已從上游擴展至下游。其中，位居上游的林業，其經營面積達日本國土的900分之1（46,444公頃）)，是日本重要的土地擁有者之一。而中游的木材、建材流通與下游的木造住宅建設，營業額皆位居日本國內第一。
由於與同屬住友集團的住友不動產處於競合關係，因此雙方無過多交流，保有一定距離。

## 沿革
- 1691年（元祿4年）：住友家的別子銅山開坑，開始經營周邊林木。
- 1898年（明治31年）：別子礦業所設置山林課。
- 1919年（大正8年）：設置林業課。
- 1921年（大正10年）： 住友合資會社成立，為其林業所。
- 1948年（昭和23年）2月：住友本社解體，林業所分割成立六間新公司（四國林業、九州農林、北海農林、扶桑林業、兵庫林業、東海農林）。
- 1948年（昭和23年）12月：扶桑林業、兵庫林業、東海農林三公司合併為新的扶桑農林株式會社。
- 1951年（昭和26年）2月：扶桑農林、九州農林、北海農林三公司合併成立東邦農林株式會社。
- 1955年（昭和30年）2月：四國林業與東邦農林合併，更名為住友林業株式會社。（本店：大阪市、資本額：2億1,000萬日圓）
建立全國性木材採購销售體制。
- 1956年（昭和31年）10月：開始國外木材進口事業。
- 1962年（昭和37年）2月：開始建材事業。
- 1964年（昭和39年）3月：設立住林合板工業株式會社。開始住宅資材製造事業。
- 1964年（昭和39年）9月：設立住林土地株式會社（現住友林業HOME SERVICE株式會社＜連結子公司＞）。開始住宅銷售事業。
- 1970年（昭和45年）5月：大阪證券交易所第二部上市。
- 1970年（昭和45年）9月：取得濱田產業株式會社（現住友林業住友林業CREST株式會社＜連結子公司＞）過半數股權。
在印尼開設合資公司經營林業。（現PT. Kutai Timber Indonesia＜連結子公司＞、昭和49年12月建材製造工廠啟用。）
- 1972年（昭和47年）2月：大阪證券交易所第一部上市。
- 1975年（昭和50年）8月：收購大阪殖林株式會社。
- 1975年（昭和50年）10月：住林住宅銷售株式會社在東京與大阪成立。正式進入木造住宅訂製事業。
- 1977年（昭和52年）4月：設立住林綠化株式會社（現住友林業綠化株式會社＜連結子公司＞）。開始造園、綠化事業。
- 1980年（昭和55年）7月：住林住宅銷售株式會社兩公司商號分別改為住友林業HOME株式會社（東京）、住友林業住宅株式會社（大阪）。
- 1984年（昭和59年）10月：住友林業HOME株式會社與住友林業住宅株式會社合併成立住友林業HOME株式會社
紐西蘭成立合資公司製造、銷售MDF（中密度纖維板）。（現Nelson Pine Industries Ltd.＜連結子公司＞，1990年（平成2年）6月改組為股份有限公司。）
- 1986年（昭和61年）12月：取得NAPCO HOME株式會社（之後的住友林業2×4株式會社、2008年（平成20年）12月解散。）全部股份。開始2×4工法住宅事業。
- 1987年（昭和62年）10月：住友林業HOME株式會社與大阪殖林株式會社合併。
- 1991年（平成3年）6月：在印尼設立合資公司PT. Rimba Partikel Indonesia進行塑合板的製造與銷售。
- 1991年（平成3年）11月：東京證券交易所第一部上市。
- 1992年（平成4年）4月：住林MAINTENANCE株式會社更名為住友林業HOME TECH株式會社＜連結子公司＞。
開始住宅改建事業。
- 1995年（平成7年）4月：開始INOS GROUP事業。
- 1995年（平成7年）6月：開始木造模組化住宅事業。
- 2001年（平成13年）4月：住友林業CREX株式會社合併住林合板工業株式會社、住林HOLTS株式會社、富士不燃建材工業株式會社，更名為住友林業CREST株式會社＜連結子公司＞。
- 2002年（平成14年）12月：取得Dominance Industries Pty Ltd.（現Alpine MDF Industries Pty Ltd.＜連結子公司＞）所有股權。
- 2003年（平成15年）8月：取得株式會社SUN STEP（現住友林業RESIDENTIAL株式會社＜連結子公司＞）過半股權。
- 2004年（平成16年）10月：本店遷至東京都千代田區。
- 2005年（平成17年）3月：住友林業SYSTEM住宅株式會社解散，退出木造模組化住宅事業。
- 2005年（平成17年）9月：東洋PLYWOOD株式會社成為連結子公司。
- 2005年（平成17年）10月：取得安宅建材株式會社過半股權。
- 2006年（平成18年）4月：合併安宅建材株式會社。
- 2008年（平成20年）12月：接收住友林業2×4株式會社的2×4工法住宅事業，該公司解散。
- 2009年（平成21年）9月：取得澳洲住宅建商Henley Properties集團50％股權。
- 2010年（平成22年）4月：住友林業CREST株式會社合併東洋PLYWOOD株式會社。

## 主要事業所
- 本社 - 東京都千代田區大手町一丁目3番2號 經團連會館（日语：経団連会館）
- 筑波研究所

## 主要關係企業

### 國內集團企業
資源環境事業
- JAPAN BIO ENERGY株式會社 - 產業廢棄物中間處理、供應及销售木屑
- 川崎生質能發電株式會社 - 木屑的生質能發電、電力销售
- 鄂霍次克BIO ENERGY株式會社- 木屑生產與销售
- 紋別生質能發電株式會社 - 木屑的生質能發電、電力销售
- 陸奧BIO ENERGY株式會社- 木屑生產與销售
- 八戶生質能發電株式會社 - 木屑的生質能發電、電力销售
- 苫小牧生質能發電株式會社 - 木屑的生質能發電、電力销售

木材建材事業
- 住友林業CREST（日语：住友林業クレスト）株式會社 - 製造及銷售各種住宅用建材、黏合劑等
- 住友林業FOREST SERVICE株式會社 - 採購及销售國產木材、森林管理、各種森林事業
- 住林SASH CENTER株式會社 - 加工及銷售鋁窗、外部裝修工程
- 住協WINTEC株式會社 - 銷售住宅窗、中低層窗、室外建材
- 株式會社住協 - 加工及銷售铝窗框、外部裝修工程
- 株式會社井桁藤 - 銷售住宅相關材料及住宅設備
- 第一產商株式會社 - 銷售住宅相關材料及住宅設備、室內外裝修工程
- 株式會社ニヘイ - 銷售住宅相關材料及住宅設備、附帶工程施工
- HOME ECO LOGISTICS株式會社 - 住宅相關材料的物流服務事業
- NICHIHA富士TECH株式會社 - 生產及销售陶瓷材料

住宅事業
- 住友林業HOME SERVICE（日语：住友林業ホームサービス）株式會社 - 出售及房地產購入仲介等
- 住友林業RESIDENTIAL株式會社 - 租賃及管理租賃住宅等
- 住友林業HOME TECH株式會社 - 木造獨戶訂製住宅「住友林葉之家」的改建、售後維護，一般獨戶住宅、高级公寓、店鋪、辦公室等的改建
- 住友林業LANDSCAPING株式會社- 城市綠化及獨戶住宅的室外設施與園林工程、植栽管理、採購及销售樹木造園材料等、租賃植物等
- 住友林業HOME ENGINEERING株式會社 - 施工、管理木造獨戶訂製住宅「住友林業之家」
- 住友林業ARCHI TECHNO株式會社 - 以木造獨戶訂製住宅「住友林業之家」為主的設計生產支援、用地地基调查，地基解析及住宅性能評估等各種業務
- 名管本廳舍PF株式會社 - 名古屋機場管理工會辦公大樓等整備

生活服務事業
- 住友林業情報系統株式會社 - 研發電腦系统等
- 住林WOOD PEACE株式會社 - 栽培及銷售原木香菇，製作、加工木工製品、印刷業
- 住林ENTERPRISES株式會社 - 經營保險代理業、租賃業、辦公室服務業等
- 住林BUSINESS SERVICE株式會社 - 人才派遣服務、人才介绍、研修培訓、業務委托等
- 住林農產工業株式會社 - 生產及銷售育苗培養土・園藝培養土・土壤改良資材、肥料等
- 河之北開發株式會社 - 經營高爾夫球場「瀧之宫COUNTRY CLUB」
- 住林FILL CARE株式會社 - 經營有照護的收費式老年公寓等
- 住林CARE LIFE株式會社 - 经营收費式老年公寓、家庭照護服務

## 主要銷售住宅區
- 四街道明和光丘 - 千葉縣四街道市
- 京王堀之內Garden Hills - 東京都八王子市
- 成田久住自由丘 - 千葉縣成田市
- Forest Garden豐鄉台 - 栃木縣宇都宮市
- Forest Garden京王堀之內 - 東京都八王子市
- Forest Garden南大澤 - 東京都八王子市
- 八王子南野城（日语：みなみ野シティ）雪紡之丘的一部分 - 東京都八王子市
- 有加利丘 ViewGarden一部分 - 千葉縣佐倉市
- Hill Townあすみ野 - 栃木縣芳賀郡
- Dear Land - 千葉縣印西市
- Forest Rose南草津 - 滋賀縣草津市
- East Hills勢野 - 奈良縣生駒郡三鄉町

## 職業訓練
- 住友林業建築技術專門校（日语：住友林業建築技術専門校） - 千葉縣知事認定的認定職業訓練（日语：認定職業訓練）設施，是住友林業營運的企業內職業能力開發校（日语：職業能力開発校）。負責培養木造住宅專門技能者與技術者。

## 其他
2012年8月10日，國土交通省針對住友林業施工的木造住宅（準耐火建築物），發現其柱間無墊條，固定石膏板的螺絲也不符標準，認為其施工違反建築基準法。住友林業則表示施工方式「已獲得試驗機構確認符合準耐火性能，之後將向主管機關申請認可」。
2012年11月19日，住友林業宣布其施工已獲得準耐火建築物認可。

## 節目贊助
現在
- NEWS ZERO（日本電視台、2018年4月起）
- 和心百景（日语：和心百景）（TBS）
- 百年名家（日语：百年名家）（BS朝日）
- 日經特別節目 我的履歷書（日语：私の履歴書）（BS JAPAN）
- 發現主治醫生的診療所（日语：主治医が見つかる診療所）（東京電視台）

## 外部連結
- 住友林業官方網站（页面存档备份，存于）